# Aliciella triodon
Aliciella triodon là một loài thực vật có hoa trong họ Polemoniaceae. Loài này được (Eastw.) Brand mô tả khoa học đầu tiên năm 1905.